# Tulumella unidens
Tulumella unidens är en kräftdjursart som beskrevs av Bowman och Thomas M. Iliffe 1988. Tulumella unidens ingår i släktet Tulumella och familjen Tulumellidae. Inga underarter finns listade i Catalogue of Life.